# Pjatero s neba
Pjatero s neba (in russo Пятеро с неба?) è un film del 1969 diretto da Vladimir Markovič Šredel'.